# Вовчанськ у російсько-українській війні
За Вовчанськ, місто Харківської області із довоєнним населенням у понад 18 тисяч мешканців, у ході російсько-української війни тривали бої. Після нетривалого періоду окупації в 2022 році було звільнене в ході слобожанського контрнаступу. У 2024 році Росія почала повторний наступ, в ході якого місто було цілковито знищене.

## Перебіг подій

### Окупація 2022 року
24 лютого 2022 року, в перший день російського вторгнення на територію України, ЗС РФ окупували місто. Окупанти розстріляли цивільне авто, одна жінка загинула, двох поранено. Колона військової техніки ЗС РФ рушила далі територією України.
Окупанти організовували показову роздачу гуманітарної допомоги місцевим. Мали місце викрадення, катування та вбивства мешканців і керівництва міста.
У ході вересневого українського наступу в Харківській області російські загарбники перенесли окупаційну адміністрацію області з Куп'янська до Вовчанська. 10 вересня 2022 року окупаційна влада Харківської області втекла до російського Бєлгорода.

### Слобожанський контрнаступ
12 вересня окупанти остаточно втекли з міста. Місцеві мешканці підняли над містом прапор України до приходу ЗСУ. 13 вересня ЗСУ зайшли в місто.
5 грудня 2022 року місто вчергове зазнало обстрілів з різнокаліберної артилерії з боку російського агресора.
2 лютого 2023 року місто знову потрапило під російський обстріл.
6 лютого від обстрілу міста загорілася поліклініка. 8 лютого внаслідок чергового обстрілу загинула людина, одну поранено.
У ніч на 6 травня обстрілом міста зруйновано літак-пам'ятник Aero L-29 Delfin.
- Поліклініка після обстрілу. 6 лютого 2023.
- Зруйнований літак-пам'ятник. 6 травня 2023.

4 червня 2023 року російські загарбники знову обстріляли Вовчанськ. Пошкоджено житлові будинки, загинуло дві мирні мешканки, яким було 74 та 62 роки.

### Російський наступ 2024 року
У серпні 2024 року керівник Вовчанської МВА Тамаз Гамбарашвілі сказав, що місто зруйноване на 90 %.
- Вовчанськ. Вересень 2024.
- Вовчанськ. Вересень 2024.

24 вересня 2024 командир спецпідрозділу ГУР Тимур повідомив начальнику ГУР МО України Кирилу Буданову, що територію Вовчанського агрегатного заводу передано під контроль ЗСУ після зачистки всіх 30 будівель об'єкта. Операцію провели спеціальні групи ГУР: «Стугна», «Парагон», «Юнгер», БДК, «Терор».
Внаслідок боїв місто зазнало великих руйнувань. Станом на вересень 2024 щонайменше 60 % будинків дочиста розбито, іще 18 % пошкоджено, стан 22 % будинків невідомий.
Станом на лютий 2025 року в зруйнованому місті та його околицях все ще тривають бойові дії.
На травень 2025 року в місті не було жодної цілої будівлі, а людей залишилося півтора десятка.